# Dominik Paris
Dominik Paris (Meran, 14 april 1989) is een Italiaanse alpineskiër. Hij vertegenwoordigde zijn vaderland op de Olympische Winterspelen 2010 in Vancouver, op de Olympische Winterspelen 2014 in Sotsji en op de Olympische Winterspelen 2018 in Pyeongchang.

## Carrière
Paris maakte zijn wereldbekerdebuut in december 2008 in Val Gardena, een jaar later scoorde hij in Beaver Creek zijn eerste wereldbekerpunten. Tijdens de Olympische Winterspelen van 2010 eindigde Paris als dertiende op de supercombinatie. In januari 2011 stond hij in Chamonix voor de eerste maal in zijn carrière op het podium van een wereldbekerwedstrijd. Op de wereldkampioenschappen alpineskiën 2011 in Garmisch-Partenkirchen eindigde de Italiaan als twintigste op de afdaling. Op 29 december 2012 boekte Paris in Bormio zijn eerste wereldbekerzege, ex aequo met de Oostenrijker Hannes Reichelt. In Schladming nam hij deel aan de wereldkampioenschappen alpineskiën 2013. Op dit toernooi veroverde hij de zilveren medaille op de afdaling, op de supercombinatie eindigde hij op de negende plaats. Tijdens de Olympische Winterspelen van 2014 in Sotsji eindigde de Italiaan als elfde op de afdaling, als zestiende op de Super G en als achttiende op de supercombinatie.
Op de wereldkampioenschappen alpineskiën 2015 in Beaver Creek eindigde Paris als tiende op de alpine combinatie, als veertiende op de Super G en als 23e op de afdaling. In Sankt Moritz nam hij deel aan de wereldkampioenschappen alpineskiën 2017. Op dit toernooi eindigde hij als vierde op de alpine combinatie, als negende op de Super G en als dertiende op de afdaling. Tijdens de Olympische Winterspelen van 2018 in Pyeongchang eindigde de Italiaan als vierde op de afdaling en als zevende op de Super G, op de alpine combinatie wist hij niet te finishen.
Op de wereldkampioenschappen alpineskiën 2019 in Åre werd Paris wereldkampioen op de Super G. Daarnaast eindigde hij als zesde op de afdaling en als negende op de alpine combinatie.

## Resultaten

### Olympische Spelen
| Jaar | Plaats      | Resultaten                                   |
| ---- | ----------- | -------------------------------------------- |
| 2010 | Vancouver   | 13e Supercombinatie                          |
| 2014 | Sotsji      | 11e Afdaling 16e Super G 18e Supercombinatie |
| 2018 | Pyeongchang | 4e Afdaling DNF Alpine combinatie 7e Super G |
| 2022 | Peking      | 6e Afdaling 21e Super G                      |

### Wereldkampioenschappen
| Jaar | Plaats                 | Resultaten                                     |
| ---- | ---------------------- | ---------------------------------------------- |
| 2011 | Garmisch-Partenkirchen | 20e Afdaling DNF2 Supercombinatie              |
| 2013 | Schladming             | Afdaling · 9e Supercombinatie                  |
| 2015 | Beaver Creek           | 10e Alpine combinatie 14e Super G 23e Afdaling |
| 2017 | Sankt Moritz           | 4e Alpine combinatie 9e Super G 13e Afdaling   |
| 2019 | Åre                    | Super G · 6e Afdaling · 9e Alpine combinatie   |
| 2021 | Cortina d'Ampezzo      | 4e Afdaling 5e Super G                         |
| 2023 | Courchevel & Méribel   | 8e Afdaling DNF Super G DSQ1 Alpine combinatie |
| 2025 | Saalbach               | 4e Afdaling 7e Super G DNF2 Team combinatie    |

### Wereldbeker
Eindklasseringen
| Seizoen   | Algm | AD     | RS  | SG     | SC  |
| --------- | ---- | ------ | --- | ------ | --- |
| 2009/2010 | 72e  | 43e    | -   | 37e    | 21e |
| 2010/2011 | 47e  | 21e    | -   | 55e    | 20e |
| 2011/2012 | 31e  | 14e    | -   | 52e    | 18e |
| 2012/2013 | 14e  | Brons  | -   | 23e    | 11e |
| 2013/2014 | 35e  | 15e    | -   | 32e    | 22e |
| 2014/2015 | 7e   | 5e     | -   | Zilver | 6e  |
| 2015/2016 | 6e   | Brons  | -   | 10e    | 4e  |
| 2016/2017 | 8e   | Brons  | 56e | 4e     | 39e |
| 2017/2018 | 12e  | 4e     | -   | 16e    | 11e |
| 2018/2019 | 4e   | Zilver | -   | Goud   | -   |
| 2019/2020 | 11e  | 5e     | -   | 10e    | 23e |
| 2020/2021 | 15e  | Brons  | -   | 19e    |     |
| 2021/2022 | 8e   | Brons  | -   | 9e     |     |
| 2022/2023 | 18e  | 11e    | -   | 9e     |     |
| 2023/2024 | 8e   | Brons  | -   | 7e     |     |
| 2024/2025 | 11e  | 6e     | -   | 6e     |     |

Wereldbekerzeges
| Nr | Datum            | Plaats                 | Onderdeel |
| -- | ---------------- | ---------------------- | --------- |
| 01 | 29 december 2012 | Bormio                 | Afdaling  |
| 02 | 26 januari 2013  | Kitzbühel              | Afdaling  |
| 03 | 30 november 2013 | Lake Louise            | Afdaling  |
| 04 | 23 januari 2015  | Kitzbühel              | Super G   |
| 05 | 21 februari 2016 | Chamonix               | Afdaling  |
| 06 | 12 maart 2016    | Kvitfjell              | Afdaling  |
| 07 | 21 januari 2017  | Kitzbühel              | Afdaling  |
| 08 | 15 maart 2017    | Aspen                  | Afdaling  |
| 09 | 28 december 2017 | Bormio                 | Afdaling  |
| 10 | 28 december 2018 | Bormio                 | Afdaling  |
| 11 | 29 december 2018 | Bormio                 | Super G   |
| 12 | 25 januari 2019  | Kitzbühel              | Afdaling  |
| 13 | 2 maart 2019     | Kvitfjell              | Afdaling  |
| 14 | 3 maart 2019     | Kvitfjell              | Super G   |
| 15 | 13 maart 2019    | Soldeu                 | Afdaling  |
| 16 | 14 maart 2019    | Soldeu                 | Super G   |
| 17 | 27 december 2019 | Bormio                 | Afdaling  |
| 18 | 28 december 2019 | Bormio                 | Afdaling  |
| 19 | 5 februari 2021  | Garmisch-Partenkirchen | Afdaling  |
| 20 | 28 december 2021 | Bormio                 | Afdaling  |
| 21 | 5 maart 2022     | Kvitfjell              | Afdaling  |
| 22 | 16 december 2023 | Val Gardena            | Afdaling  |
| 23 | 7 maart 2025     | Kvitfjell              | Afdaling  |
| 24 | 9 maart 2025     | Kvitfjell              | Super G   |